# 1928
- Wikisource

| Calendário gregoriano                                                        | 1928 MCMXXVIII                      |
| Ab urbe condita                                                              | 2681                                |
| Calendário arménio                                                           | 1377 – 1378                         |
| Calendário bahá'í                                                            | 84 – 85                             |
| Calendário budista                                                           | 2472                                |
| Calendário chinês                                                            | 4624 – 4625 Início a 23 de janeiro  |
| Calendário copta                                                             | 1644 – 1645                         |
| Calendário etíope                                                            | 1920 – 1921                         |
| Calendários hindus - Vikram Samvat - Calendário nacional indiano - Cáli Iuga | 1983 – 1984 1849 – 1850 5028 – 5029 |
| Calendário Holoceno                                                          | 11928                               |
| Calendário islâmico                                                          | 1347 – 1348                         |
| Calendário judaico                                                           | 5688 – 5689 Início a 15 de setembro |
| Calendário persa                                                             | 1306 – 1307 Início a 21 de março    |
| Calendário rúnico                                                            | 2178                                |
| Calendário solar tailandês                                                   | 2471                                |

1928 (MCMXXVIII, na numeração romana) foi um ano bissexto, de 366 dias, do Calendário Gregoriano, as suas letras dominicais foram A e G, teve 52 semanas, com início a um domingo, e terminou a uma segunda-feira.
| Ano completo                       |
| ---------------------------------- |
| Ano bissexto com início ao domingo |

## Eventos
- 7 de Março - Publicada a primeira edição do Estado de Minas.
- 25 de Março - Óscar Carmona é eleito Presidente da República Portuguesa, dando início à Ditadura Nacional.
- 28 de Março - É fundado o Centro das Indústrias do Estado de São Paulo (CIESP) uma associação privada que apoia e representa os interesses das Indústrias paulistas junto à sociedade e o governo. Tem com seu primeiro presidente Francisco Matarazzo.
- 15 de Maio - Lançamento do curta-metragem Plane Crazy de Walt Disney, onde Mickey e Minnie fazem sua primeira aparição.
- 23 de Maio - O Presidente Washington Luís é baleado por sua amante no hotel Copacabana Palace.[1]
- 2 de Outubro - Josemaría Escrivá funda o Opus Dei.
- 3 de Outubro - Naufraga a 50 milhas da ilha do Faial, Açores, o Barco a vapor alemão “Maria Pinango”.
- 6 de Novembro - Herbert Hoover derrota o democrata Alfred E. Smith, sendo eleito presidente dos Estados Unidos.
- 10 de Novembro - primeiro número da revista brasileira semanal O Cruzeiro.[2]
- 18 de Novembro - Lançamento do curta-metragem Steamboat Willie, onde os personagens Mickey e Minnie fazem sua segunda aparição.
- Dezembro - O presidente eleito dos EUA, Herbert Hoover, visita o Brasil.[3]

## Nascimentos
- 21 de janeiro - Reynaldo Bignone, presidente da Argentina de 1982 a 1983 (m. 2018)
- 10 de março - Sara Montiel, atriz e cantora espanhola (m. 2013).
- 18 de março
  - José María Setién, sacerdote espanhol Católico Romano prelado (m. 2018).
  - Fidel Valdez Ramos, presidente das Filipinas de 1992 a 1998 (m. 2022).
- 20 de março - Fred Rogers, pedagogo, artista norte-americano, ministro da Igreja Presbiteriana, apresentador e produtor de televisão americano (m. 2003).
- 1 de abril - Luís Cabral, presidente da Guiné-Bissau de 1973 a 1980. (m. 2009)
- 15 de abril - Vida Alves, atriz brasileira (m. 2017).
- 4 de maio - Hosni Mubarak, presidente do Egito de 1981 a 2011 (m. 2020).
- 17 de maio - Idi Amin Dada Oumee, presidente de Uganda de 1971 a 1979. (m. 2003).
- 21 de junho - Wolfgang Haken, matemático alemão (m. 2022).
- 22 de junho
  - Gino Bramieri, comediante e ator italiano. (m.1996)
  - Ralph Waite, ator, dublador e ativista político norte-americano. (m.2014)
- 27 de junho - Eduardo Moacyr Krieger, médico e fisiologista brasileiro.
- 28 de junho - Hans Blix, político e diplomata sueco.
- 1 de julho
  - Joel da Silva Ribeiro, militar, engenheiro civil, engenheiro militar e político brasileiro (m. 2022).
  - Caio Porfírio Carneiro, escritor e contista brasileiro (m. 2017).
- 2 de julho - Petre Nuță, ciclista romeno.
- 4 de julho - Giampiero Boniperti, futebolista italiano (m. 2021).
- 5 de julho - Juris Hartmanis, informático estadunidense (m. 2022).
- 5 de julho - Pierre Mauroy, político francês (m. 2013).
- 13 de julho - Antônio Heil, político brasileiro (m. 1971).
- 14 de julho - Nancy Olson, atriz americana.
- 15 de julho - Célio Borja, advogado, professor, jurisconsulto e político brasileiro (m. 2022).
- 16 de julho - Eliane Lage, atriz e escritora franco-brasileira.
- 26 de julho
  - Francesco Cossiga, primeiro-ministro de 1979 a 1980 e presidente de Itália de 1985 a 1992 (m. 2010).
  - Joseph Jackson, empresário estadunidense, pai de Michael Jackson (m. 2018).
- 28 de julho - Ray Aghayan, estilista e figurinista americano (m. 2011).
- 7 de outubro - José Messias, compositor, cantor, escritor, radialista, apresentador e produtor de programas de rádio e televisão, além de jornalista, crítico musical e jurado musical (m. 2015).
- 3 de novembro - Osamu Tezuka, escritor, desenhista, Mangaká, pianista e médico japonês (m. 1989).

## Mortes
- 17 de julho - Álvaro Obregón, presidente do México de 1920 a 1924 (n. 1880).

## Por tema
- 1928 na arte
- 1928 no Brasil
- 1928 no carnaval
- 1928 na ciência
- 1928 no cinema
- 1928 no desporto
- Divisões administrativas em 1928
- 1928 no jornalismo
- 1928 na literatura
- 1928 na música
- 1928 na política
- 1928 na rádio
- 1928 no teatro
- 1928 na televisão

## Prémio Nobel
- Física - Owen Willans Richardson.[4]
- Química - Adolf Otto Reinhold Windaus.[5]
- Medicina - Charles Nicolle.[6]
- Literatura - Sigrid Undset.[7]
- Paz - não atribuído.